# Tomice (Polonia)
Tomice è un comune rurale polacco del distretto di Wadowice, nel voivodato della Piccola Polonia.
Ricopre una superficie di 41,73 km² e nel 2004 contava 7 134 abitanti.